# Bitbucket
Bitbucket — вебсервіс для хостингу проєктів на базі систем керування версіями: Mercurial та Git (з жовтня 2011). Bitbucket надає як безкоштовні так і платні послуги. Є аналогом GitHub, однак, на відміну від GitHub, який до січня 2019 року зберігав файли безкоштовних профілів лише у відкритому доступі, Bitbucket від самого початку дозволяв безкоштовно створювати приватні репозиторії з можливістю спільної роботи з файлами до 5-ти користувачів. Bitbucket інтегрований з іншими програмними продуктами Atlassian, такими як, JIRA, Confluence, Bamboo та HipChat.

## Основні можливості
- Безплатний дисковий простір до 2 ГБ
- Необмежена кількість відкритих репозиторіїв
- Необмежена кількість приватних репозиторіїв (до 5-ти користувачів)
- Підтримка публічних та закритих Git-репозиторіїв з доступом через HTTP та SSH
- Підтримка GitLFS
- Інтерфейс для навігації по репозиторію за допомогою редагування файлів online
- Наявність Wiki для підготовки документації
- Інтерфейс для обробки повідомлень про помилки (Issues);
- Засоби для обробки заявок на зміни (Pull request)
- Система надсилання повідомлень електронною поштою
- Проста система управління користувачами та групами з підтримкою інтеграції з LDAP
- Система плагінів із колекцією доповнень, розроблених учасниками із спільноти. У виді плагінів реалізовані такі можливості як створення gist-нотаток, публікація анонсів, резервне копіювання, виведення повідомлень на робочий стіл, побудова графіків комітів, малювання AsciiDoc.

## Платні послуги
Bitbucket надає гнучкий тарифний план для забезпечення можливості мати більше ніж 5-ть користувачів для приватного репозиторію. Оплата стягується помісячно: $2 за користувача за місяць (Standard план), або $5 за користувача за місяць (Premium план).